# 西維吉尼亞州學院和大學列表
以下是西維吉尼亞州目前运营的公立和私立高等教育机构列表。

## 州立大學
- 馬歇爾大學（Marshall University）
- 西維吉尼亞大學（West Virginia University）
- 西弗吉尼亞大學理工學院(West Virginia University Institute of Technology）

## 私立大學
- 戴维斯暨埃尔金斯学院（Davis & Elkins College）
- 惠靈耶穌會大學（Wheeling Jesuit University）
- 查爾斯頓大學（University of Charleston）

## 永久停業
- 奧爾德森布羅德斯大學 (Alderson Broaddus University)